# Catedral de San Miguel Arcángel (Gamu)
La Catedral de San Miguel Arcángel o simplemente Catedral de Gamu anteriormente conocida como la Catedral de San Fernando es una catedral católica situada en la localidad de Gamu, en la provincia de Isabela, en el país asiático de Filipinas. Antes de su construcción, la antigua sede de la Diócesis de Ilagan se encontraba en la iglesia de San Fernando en el Barangay de Bagumbayan, en la ciudad de Ilagan, Isabela. 
Ilagan tuvo sus inicios como una encomienda de Hernández de Paz alrededor del año 1617. La ciudad también fue fundada como una misión de los sacerdotes dominicos llamada San Miguel de Bolo, el 21 de abril de 1619. Después de la revuelta local en 1621 por los locales de Ilagan y pueblos cercanos de Naguilian y Baculud, nada se registró sobre la historia de la ciudad hasta que fue visitada por el padre Pedro Jiménez, OP en 1678. Durante ese tiempo, fue nombrado oficialmente como San Fernando de Ilagan. También fue aceptada formalmente como una misión dominica desde marzo de 1686. 
En 2013, la sede episcopal de la diócesis católica de Ilagan fue trasladado de la Parroquia de San Fernando a una nueva estructura en el Barangay Upi, en la ciudad de Gamu, Isabela, por un decreto del papa Francisco. El decreto también rededicó la catedral a San Miguel Arcángel, a pesar de que la diócesis permanece bajo el patrocinio de San Fernando de Castilla.